# Codico
Die CODICO GmbH (COmponent Design-In COmpany) ist ein österreichischer Distributor für elektronische Bauelemente mit Sitz in Perchtoldsdorf. Das Angebot umfasst Produkte in den Bereichen Aktive und Passive Bauelemente ebenso wie Verbindungstechnik.
Neben dem Unternehmenssitz in Perchtoldsdorf verfügt das Unternehmen über 40 Vertriebsbüros in zwölf Ländern sowie Produkt-Kompetenzzentren in München, Stockholm und Treviso. CODICO beschäftigt derzeit 215 Mitarbeiter und erzielte 2024 einen Umsatz von 165 Mio. Euro.

## Geschichte
Die CODICO GmbH wurde 1977 von Heinrich Hawlik und Ludwik Waktor in Wien gegründet. Sie benannten CODICO nach ihrem Geschäftsmodell: COmponent DIstributing COmpany. Im Jahr 2004 wurde das Unternehmen an die nächste Generation übergeben und sowohl von Karin Krumpel, Tochter des Firmengründers Heinrich Hawlik, als auch Sven Krumpel geführt. Ende des Jahres 2024 übernimmt Karin Krumpel die alleinige Geschäftsführung.
Zielmärkte waren in den ersten Jahren nach der Gründung vor allem Österreich und Osteuropa. Ab 2002 begann dann die sukzessive Erschließung des deutschen Marktes. Anfang 2015 übernahm CODICO Teile des italienischen Elektronikunternehmens TDelektronics, hier insbesondere den Halbleiterbereich, um die Präsenz am italienischen Markt zu stärken. Mit dem Erwerb des skandinavischen Distributionsunternehmens Broadband AB erweiterte CODICO 2015 seinen Auftritt im nordeuropäischen Raum.

## Unternehmensstruktur
Die CODICO GmbH ist eine haftungsbeschränkte Gesellschaft, an die folgende Tochterunternehmen angegliedert sind (Stand: April 2025):
- CODICO Sweden AB, Stockholm, Schweden (100 %)
- CODICO Deutschland GmbH, München, Deutschland (100 %)
- CODICO Italia Srl, Treviso, Italien (100 %)

## Produkte
CODICO vertreibt Elektronik-Bausteine sowie Entwicklungs-Tools. Zu den Lieferanten des Unternehmens zählen u. a. Amphenol, Hirose Electric, Qualcomm und Panasonic. Das Portfolio von CODICO beinhaltet folgende Produkte:
- Displays
- Elektroakustische Bauelemente
- Elektromechanische Bauelemente
- Embedded Modules
- Diskrete Halbleiter
- Halbleiter ICs
- Networking/Datacom
- NIC Karten
- Optoelektronik
- Passive Bauelemente
- Power Supply Modules
- Powerline Modules
- Sensoren
- Steckverbinder und Kabelkonfektionen
- Frequenzbestimmende Bauelemente
- Wireless Module

## Geschäftstätigkeit
CODICO betreut Industriekunden in den Bereichen Alternativenergien, Automotive, Industrieelektronik, Konsumgüterindustrie, Künstliche Intelligenz, Medizintechnik, Robotik, sowie Tele- und Datenkommunikation.
Seit 1995 lässt sich das Unternehmen regelmäßig zertifizieren.
Mit seinem 2016 gelaunchten Sample Shop ermöglicht CODICO Musterbestellungen über ein Online-Portal.
CODICO ist Mitglied des Fachverbandes der Bauelemente Distribution e.V. (FBDi e.V.), welcher seit 2003 einen Großteil der in Deutschland vertretenen Distributionsunternehmen elektronischer Komponenten repräsentiert.

## Dienstleistungen
- Technische Beratung und Applikationsunterstützung
- Technische Trainings und Seminare
- Kompetenzübergreifendes Projektmanagement von der Entwicklungsphase bis zum Endprodukt
- Just-in-time Lieferungen
- Kundenspezifische Spezialetikettierungen/Barcodeetikettierungen
- Konsignationslager, Sicherheitslager, Pufferlager
- EDI (Elektronischer Datenaustausch)
- Kanban
- Gutschriftverfahren
- Min-Max System
- Online-Forcasting Systeme
- Batch Nr. und Date Code Tracking
- Umweltbewusste Verpackung
- Logistik-Hub in Hong-Kong